# Medstop
Medstop AB var en svensk apotekskedja med 63 apotek (2010) i och kring Stockholm, Göteborg och Malmö, ägt av riskkapitalbolaget Segulah. 3 juni 2013 köptes Medstop upp av Oriola-KD, moderbolaget till Kronans Droghandel, och 2 december samma år började de tillsammans verka under namnet Kronans Droghandel Apotek AB. Köpeskillingen uppgick till 1 460 miljoner kronor.

## Historia
Medstop bildades 2010 i samband med avvecklingen av apoteksmonopolet och har efter anbud fått överta butiker från Apoteket AB. Medstop var den första aktör som öppnade ett apotek i egen drift efter övertagande från Apoteket AB när Apoteket Påfågeln vid Scheelegatan 1 på Kungsholmen i Stockholm öppnades med ny skyltning 17 januari 2010.
Styrelseordförande 2010 var Peter Elving, tidigare Nordenchef för Kraft Foods. VD var Fredrik Söderberg, som tidigare arbetat på Apoteket AB som VD för Adara som ansvarade för egenvårdssortimentet på apoteken. Flera nyckelpersoner i Medstops ledning har tidigare arbetat på ledande poster inom Apoteket AB.